# 上毛電気鉄道700型電車
上毛電気鉄道700型電車（じょうもうでんきてつどう700がたでんしゃ）は、上毛電気鉄道上毛線の通勤形電車。2両編成8本が在籍している。同線初の冷房車・カルダン駆動車でもある。

## 概要
上毛線では、1990年8月1日より東武鉄道から譲り受けた3000系・3050系を300型・350型として使用していたが、吊り掛け駆動方式で保守費用を増大させていたことや著しい老朽化、また冷房が搭載されておらず当時の社会情勢に合っていなかったことから、1998年から2000年にかけて、京王電鉄から3000系電車を譲り受けたものである。導入に際しては地元自治体からの補助を受けている。

## 主な改造内容

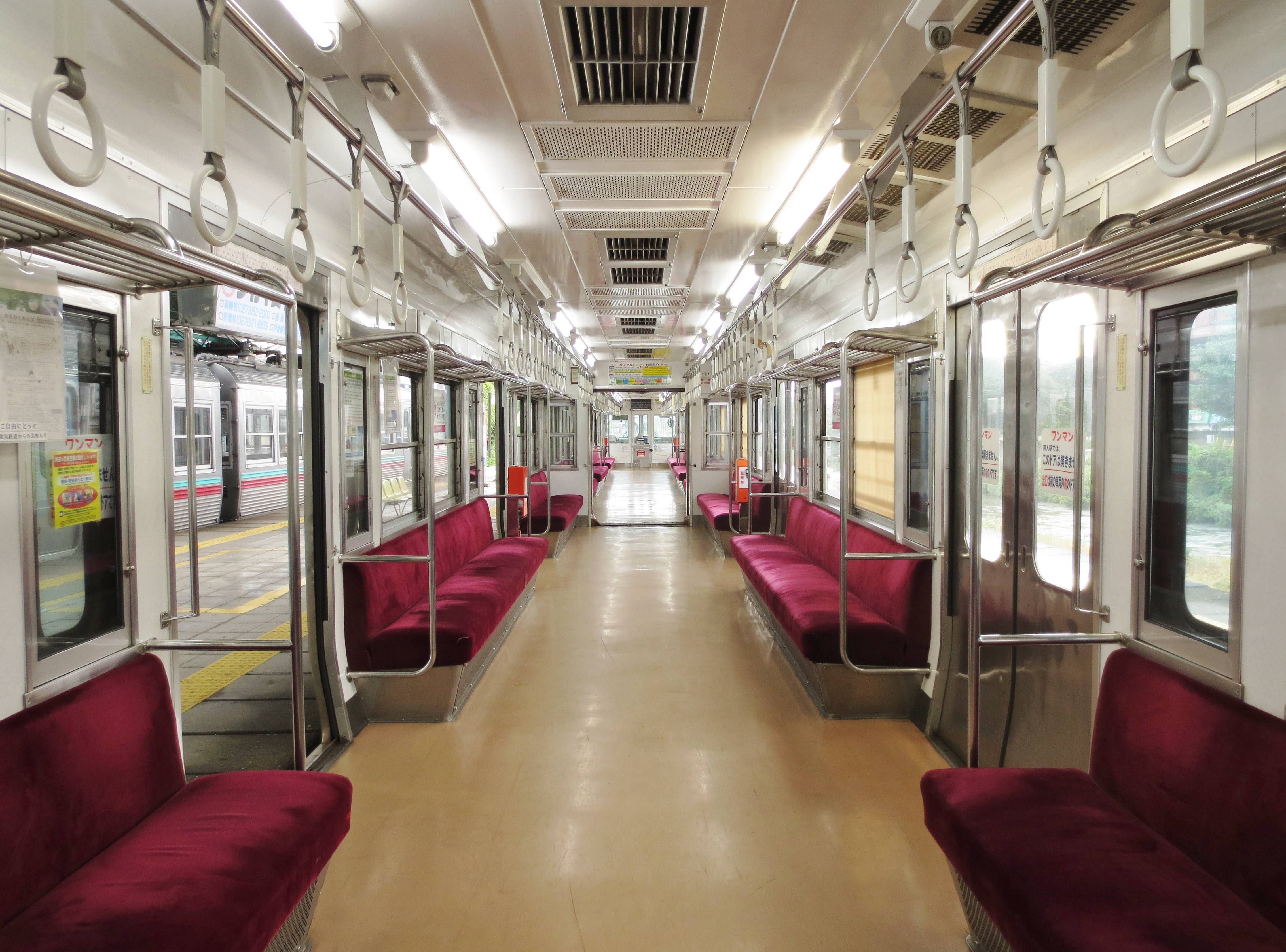
内装（手前：クハ727、奥：デハ717）

制御電動車デハ710型 - 制御車クハ720型（デハが西桐生寄り）の2両編成で、711+721 - 718+728の8本が在籍する。導入時の需給関係上、元からの先頭車だけでは不足したため、中間車の先頭車化改造や電装解除、先頭車の電装化などの改造が京王重機整備で施工された。以下に編成ごとの特徴を記す。
711F - 714F・718F
- 京王時代のクハ3700・3750形が種車で、後者を電装化。
- 分散式冷房装置を搭載。
- デハ710型は連結面側の冷房装置1基を撤去し、そのスペースにパンタグラフを設置。
- 制御装置は京王6000系の廃車発生品を利用[注 2]。
- デハ712は種車が事故復旧車体のクハ3758のため、700型唯一の軽量構造車体であり、コルゲートの本数が他車より少ない。

715F - 717F
- 京王時代のデハ3000・3050・3100形が種車で、各形式1両を電装解除[1]。
- オリジナルに近い形状の運転台を新設。正面上部はFRPだが、正面下部が普通鋼製である点と、正面窓下に通風口がない点がオリジナルと異なる。
- 集中式冷房装置を搭載。

全編成共通
- マスター・コントローラーは、京王5000系や都営地下鉄の廃車発生品から流用（日立製作所製）。
- 尾灯と通過標識灯の配置を入れ替え（京王時代は前面窓上左右の2灯が尾灯、上毛では前面窓下左右の2灯が尾灯）。
- ワンマン運転を実施するため、運転台後部の座席を撤去し、運賃箱を設置。また運転席右側にミラーを設置。
- 放送機器をバス用のものに交換。
- 下記の配色変更に前後して、前扉の前寄り戸袋窓に編成番号（711Fなら1、以下8まで）のシールを貼付。

なお、本系列の導入と相前後して、東急7000系由来の東急車輛製造TS-701形パイオニア台車を複数譲受しており、こちらは車両基地である大胡車庫での仮台車として用いられている。

## 運用
導入後は300型・350型を淘汰し、上毛電鉄の主力車両となった。当初は前面上半分の塗色が薄青緑色（フィヨルドグリーン）だったが、2005年11月から2009年2月にかけて711Fを除く各編成の正面上半分の配色変更が実施され、全編成それぞれが色違いとなった。このことから種車同様に「レインボーカラー」とも呼ばれている。なお、この経緯から京王時代より1色多い8色となっており、使用色は京王時代と異なる。また、車体側面の帯は登場以来フィヨルドグリーンと赤の2色のままである。 
前面窓下にある行先表示器は、導入当時は車掌乗務のツーマン運転だったため縦書きゴシック体表記だったが、ワンマン運転開始に伴い、種車のものと類似した緑地に白抜きの ワンマン 表示を上部に添えた横書きの配列に変更された。
配色変更とともに、空気圧縮機を従来のC-1000形からより容量の大きいHB-2000CA形への換装が全編成にわたって実施された。これは容量を大きくして、空気圧縮機の焼き付けを防止するとともに、保守容易化・機器更新を目的としている。また、車輪も軽量化などのために波打ち車輪に交換された編成もある。
714Fは「はしる水族館」として、車内外に海産動物のイラストシールが、車内には水色のカッティングシールが貼付されている。
712Fは2015年4月から、みどり市に本社を置くスナガの広告ラッピング車となっている。
713Fは2020年4月 - 6月の「群馬デスティネーションキャンペーン」に合わせ、同年4月1日から2025年まで「ぐんまちゃん列車」として運行された。2025年7月からは前橋市が舞台のアニメ『前橋ウィッチーズ』のラッピング車となっている。
前面の助士席側ワイパーは、2000年代後半に京王時代から装着しているWP-35型空気式ワイパーシリンダーを予備部品とするために、外側から窓拭器が撤去されていた。2010年12月下旬に検査出場した712Fは大型ワイパーを装着している。外観は、無塗装（銀色）から黒色に着色された窓拭き器に代わっており、ワイパーユニットも空気式から電動式に交換されている。

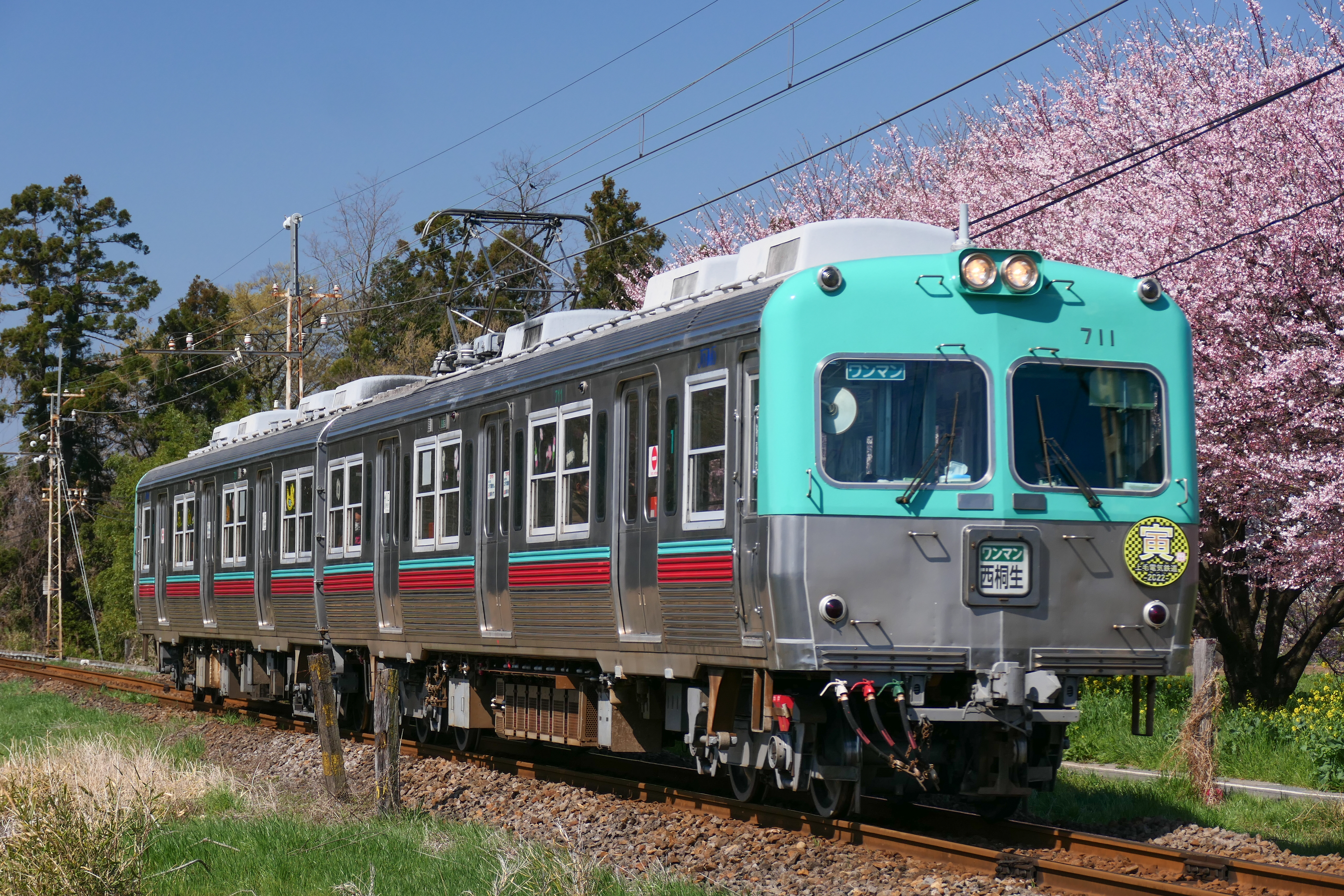
第1編成
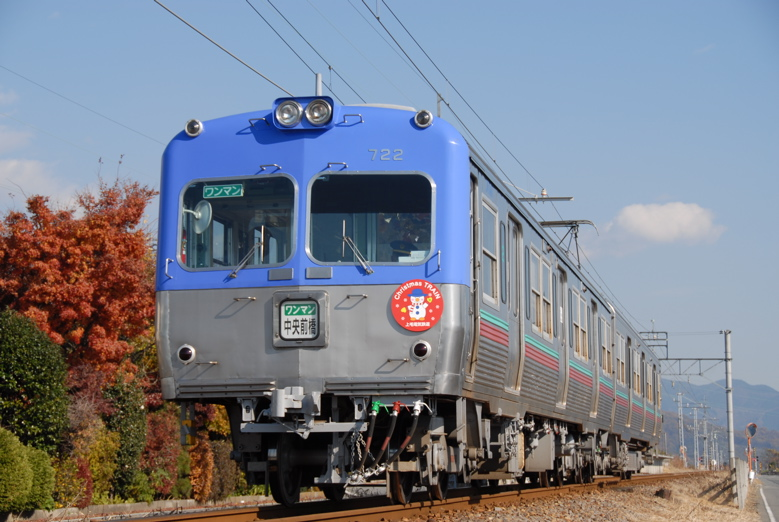
第2編成
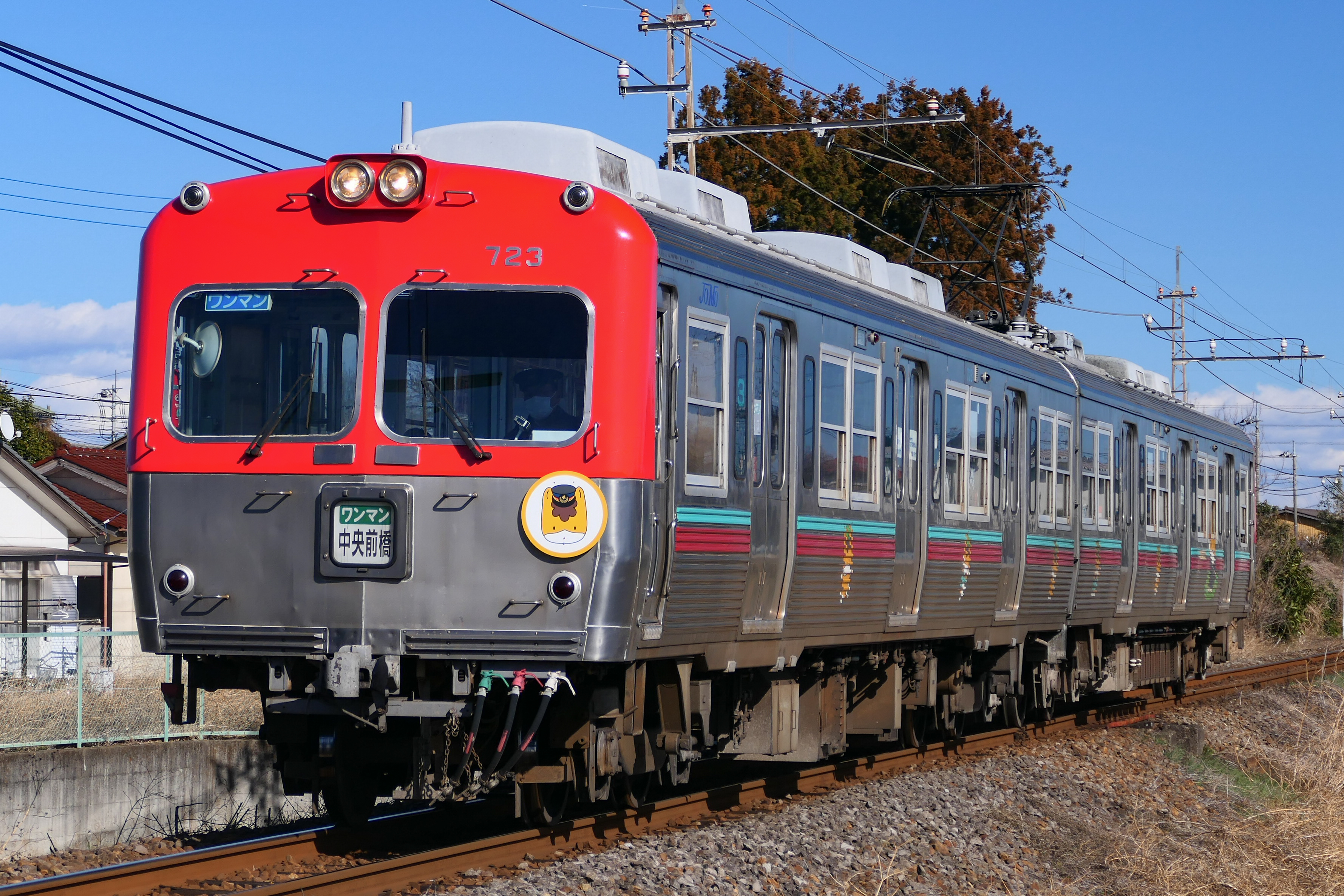
第3編成
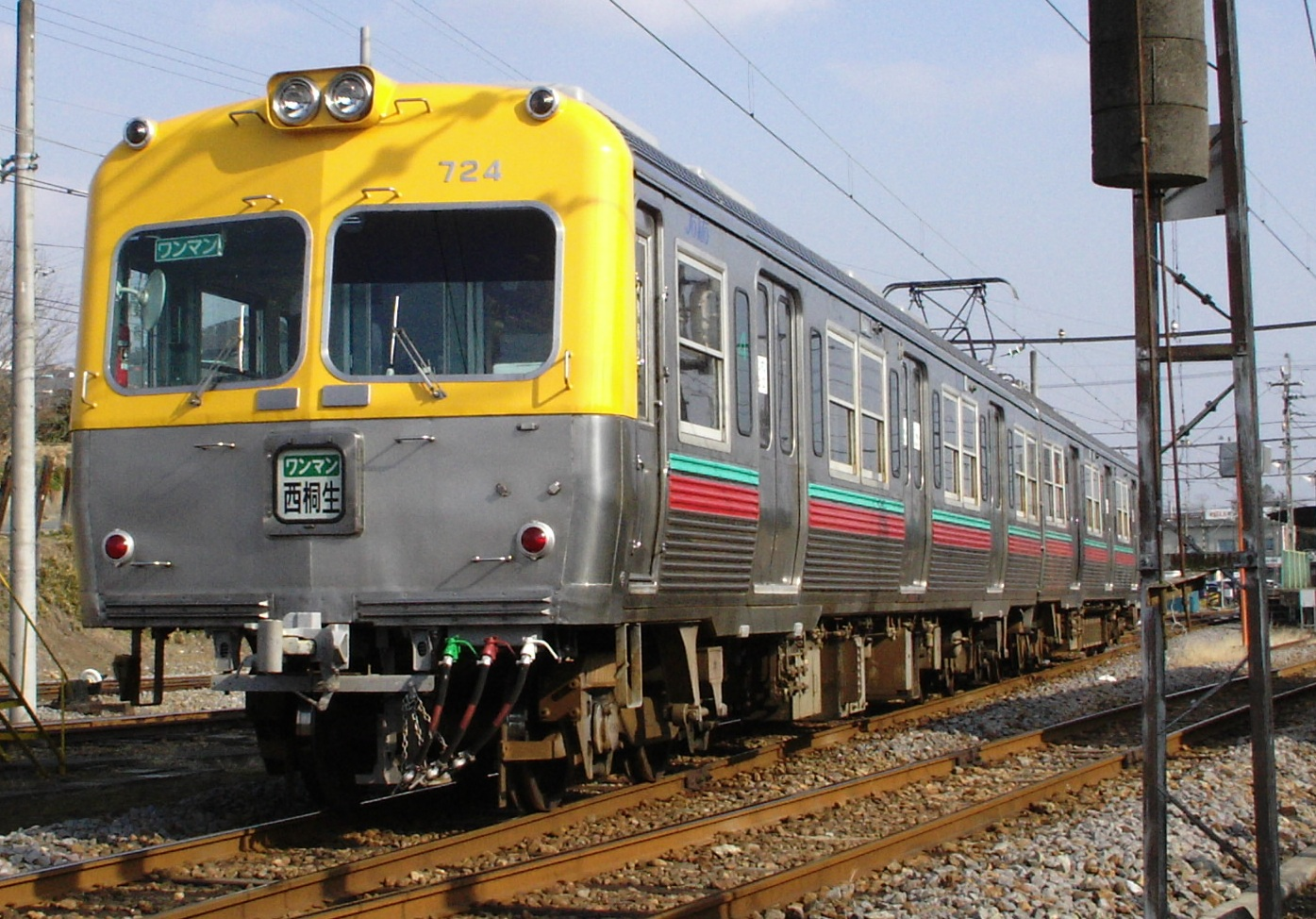
第4編成
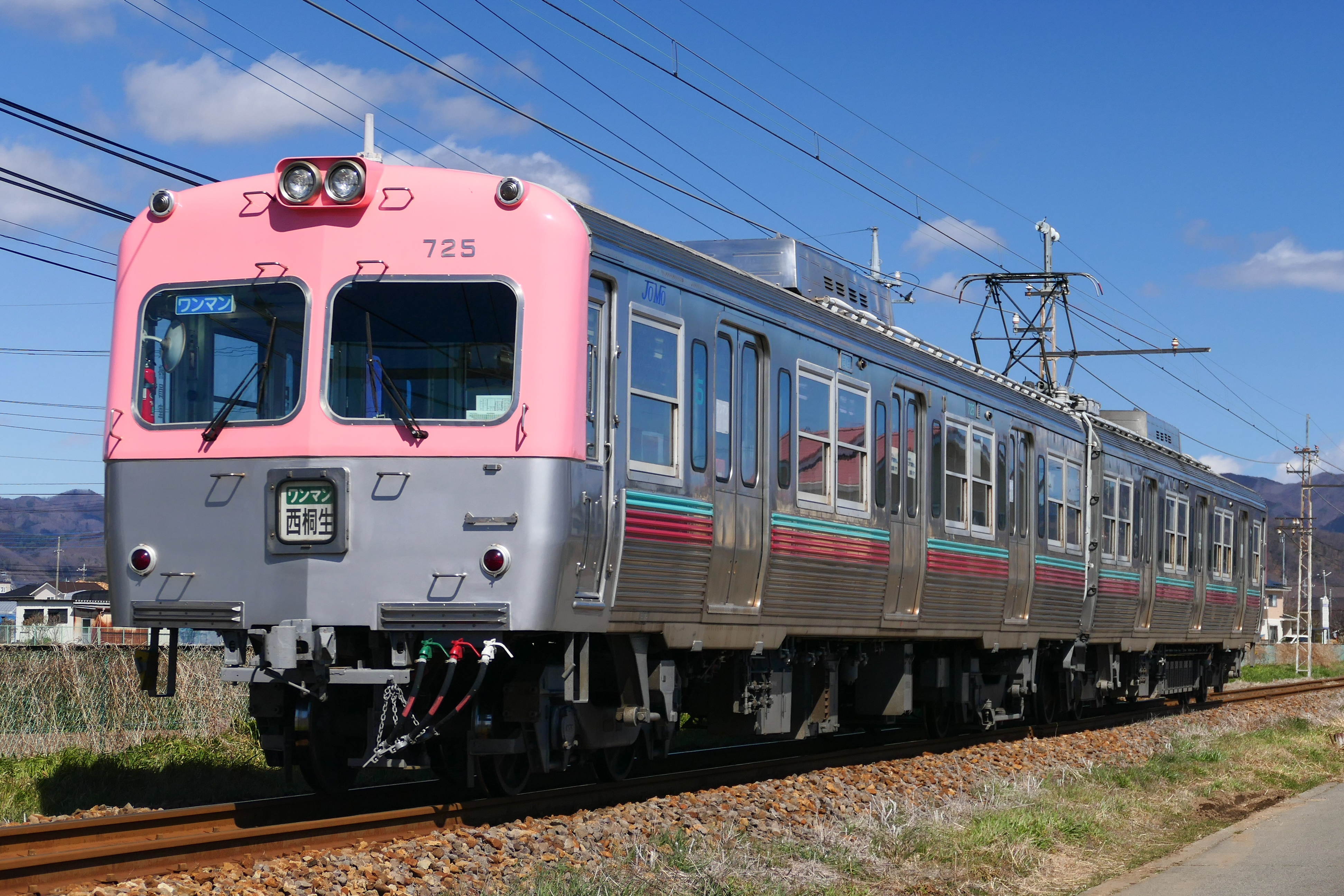
第5編成
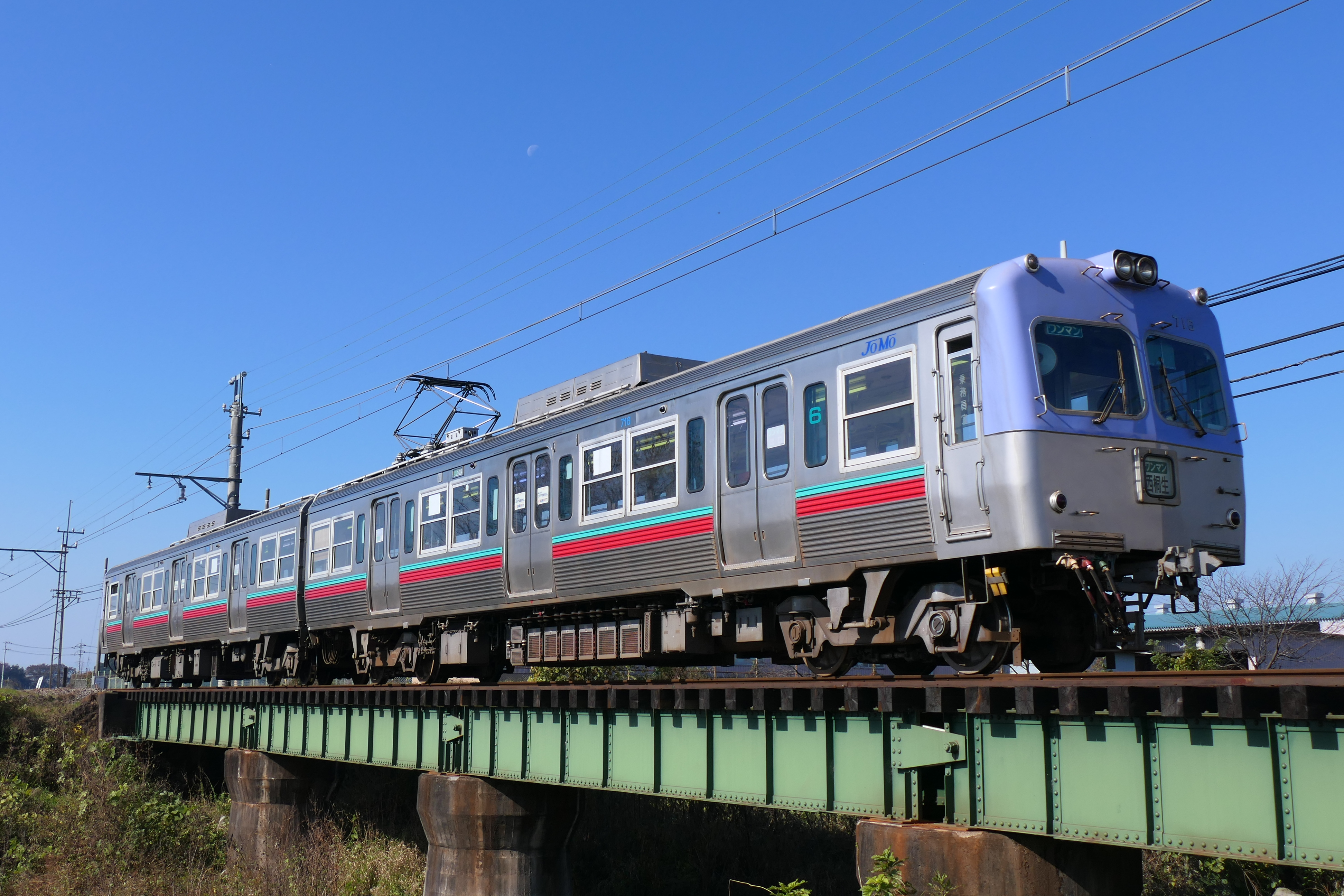
第6編成
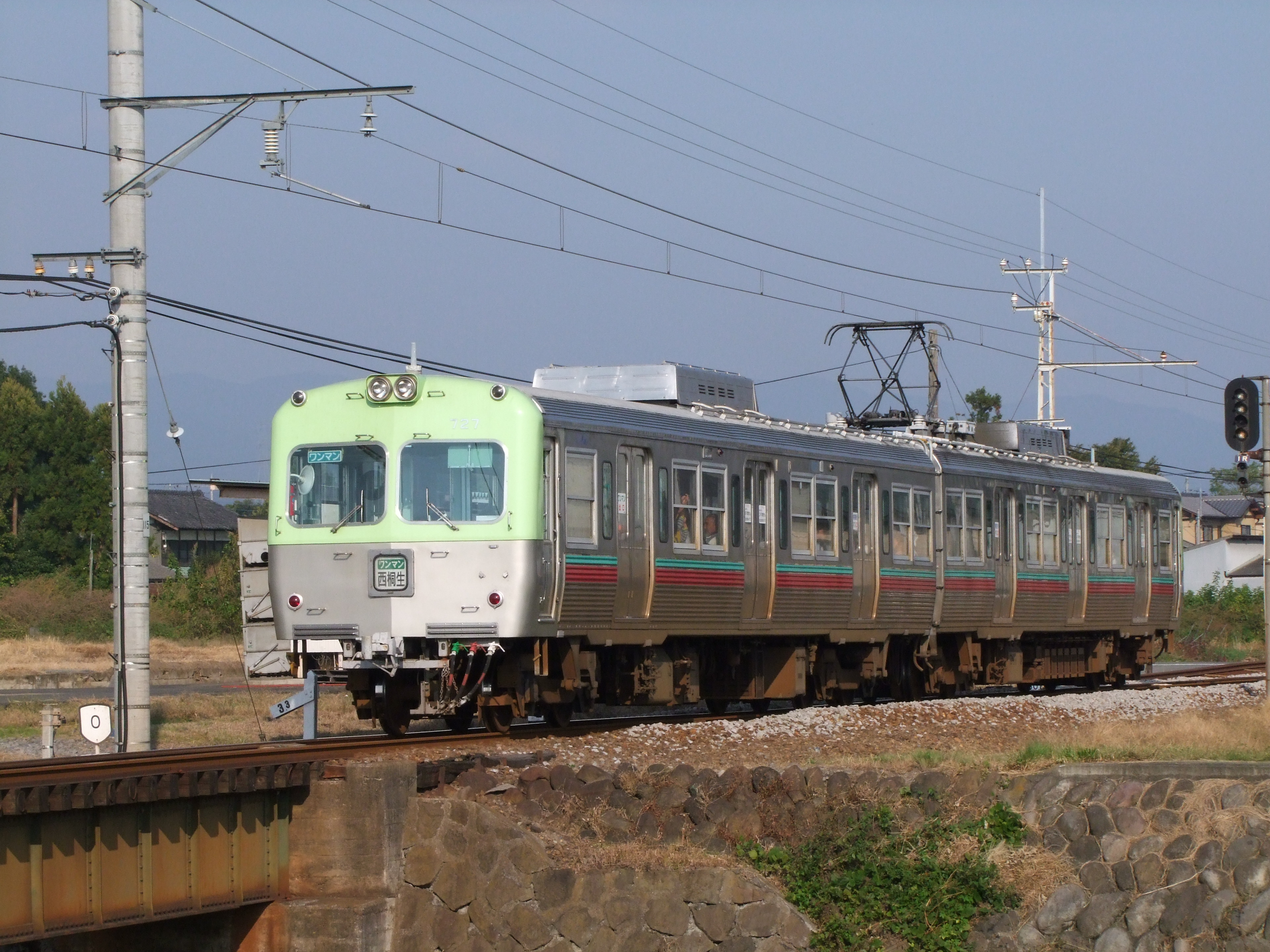
第7編成
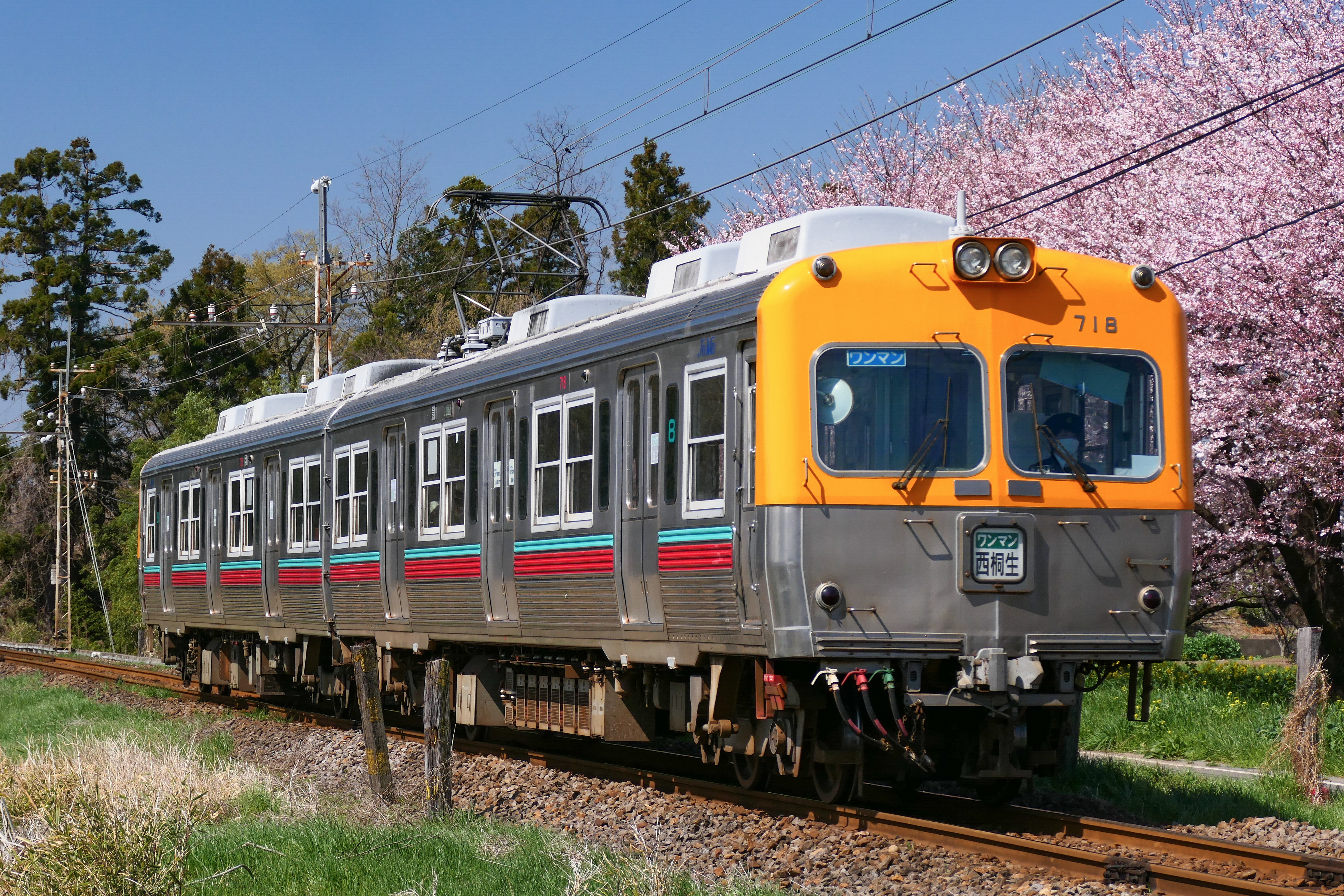
第8編成

## 編成表
| 上毛電鉄での車両番号 | 上毛電鉄での車両番号 | 京王時代の車両番号 | 京王時代の車両番号 | 正面上半分の塗色                 | 正面上半分の塗色 |
| -------------------- | -------------------- | ------------------ | ------------------ | -------------------------------- | ---------------- |
| デハ711              | クハ721              | クハ3757           | クハ3707           | 薄青緑色（フィヨルドグリーン）   |                  |
| デハ712              | クハ722              | クハ3758           | クハ3708           | 青（ロイヤルブルー）             |                  |
| デハ713              | クハ723              | クハ3756           | クハ3706           | 赤（フェニックスレッド）         |                  |
| デハ714              | クハ724              | クハ3759           | クハ3709           | 黄色（サンライトイエロー）       |                  |
| デハ715              | クハ725              | デハ3009           | デハ3007           | 桃色（ジュエルピンク）           |                  |
| デハ716              | クハ726              | デハ3008           | デハ3055           | 淡青色（パステルブルー）         |                  |
| デハ717              | クハ727              | デハ3006           | デハ3105           | 薄緑色（ミントグリーン）         |                  |
| デハ718              | クハ728              | クハ3760           | クハ3710           | オレンジ色（ゴールデンオレンジ） |                  |

## 今後の予定
2019年（令和元年）以降、自社発注の新型車両で代替される計画が存在したが、「（弊社提示の条件で）受注可能なメーカーが不在」として、計画の実施を2023年（令和5年）度以降に見送る旨を発表した。その後、2023年4月に策定された「第6期上毛線再生基本方針」では、車両の代替は自社発注車の導入ではなく、2024年2月から3年かけて東京メトロ日比谷線で使用されていた営団地下鉄03系を改造した800形の導入で行う計画に変更された。導入後は3編成が廃車される予定で、部品を活用することにより残る5編成の延命が図られる。